# Ptychoptera persimilis
Ptychoptera persimilis är en tvåvingeart som beskrevs av Alexander 1947. Ptychoptera persimilis ingår i släktet Ptychoptera och familjen glansmyggor.
Artens utbredningsområde är Myanmar. Inga underarter finns listade i Catalogue of Life.